# Eqalugaarsuit
Eqalugarssuit (oude spelling: Eqalugârssuit) is een nederzetting in Groenland, in de zuidelijke gemeente Kujalleq, 14 km ten zuiden van Qaqortoq (Julianehåb). Tot en met 2008 maakte het deel uit van de toenmalige gemeente Qaqortoq.
Het dorp heeft ongeveer 81 inwoners. In 1990 waren er 177 inwoners.  Ondanks het krimpende inwoneraantal had Eqalugaarsuit in 2009 naast een school, onder andere een kerk, twee winkels en een voetbalveld. Er is ook een heliport, gebruikt door Air Greenland. De bevolking leeft van jacht en visserij.
De vestiging  is een voorloper qua milieu, vanwege zijn goede recycling en een verbrandingsinstallatie.